# Алекс (ураган, 2010)
Ураган «Алекс» (англ. Hurricane Alex) — первый тропический циклон и первый по счёту ураган сезона 2010 года в бассейне Атлантического океана.
Циклон сформировался 25 июня 2010 года из тропической волны тёплого воздуха, в течение четырёх дней медленно смещался на запад в Карибское море, усиленный до тропического шторма прошёл по территории Белиза и 29 июня вышел в акваторию Мексиканского залива. В течение суток тропический шторм, двигаясь в благоприятных условиях тёплых водных масс и отсутствия сдвигов ветра в атмосфере, набрал силу до урагана первой, а к началу 1 июля — до урагана второй категории по шкале классификации ураганов Саффира — Симпсона.
Алекс стал первым после урагана Эллисон 1995 года тропическим циклоном атлантического бассейна, достигшим статуса урагана в течение июня месяца.

## Метеорологическая история

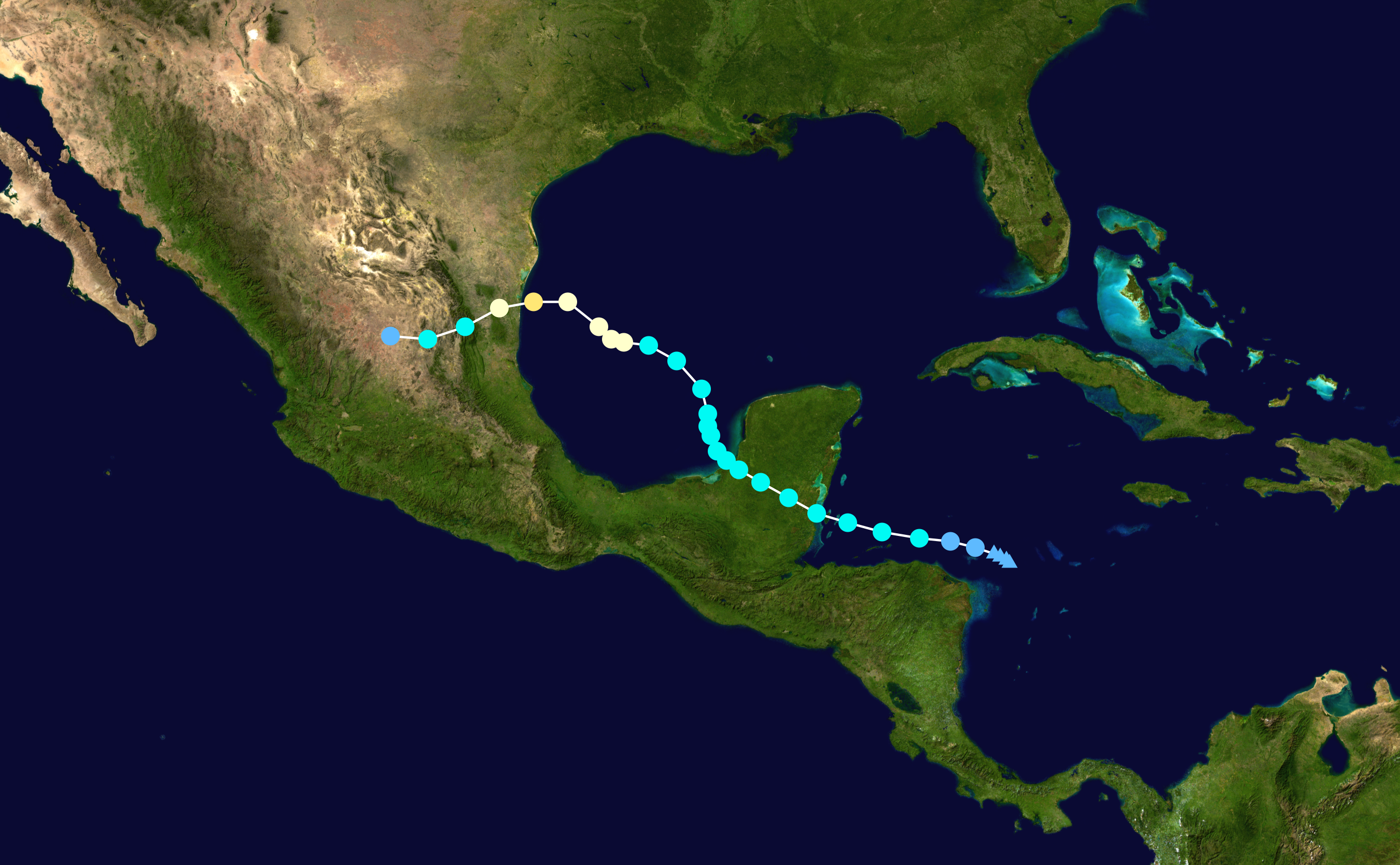
Траектория движения Урагана Алекс

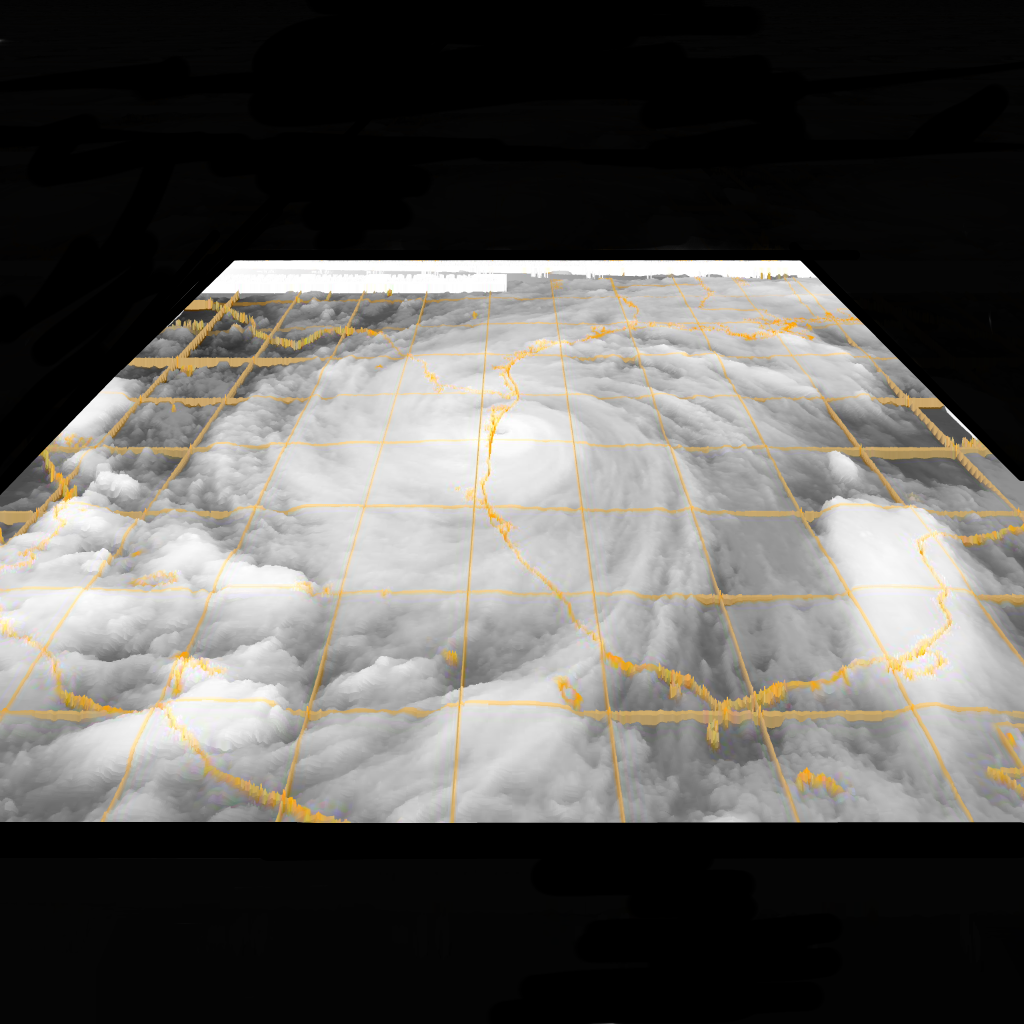
3D-фотография урагана Алекс, начало суток 1 июля 2010 года

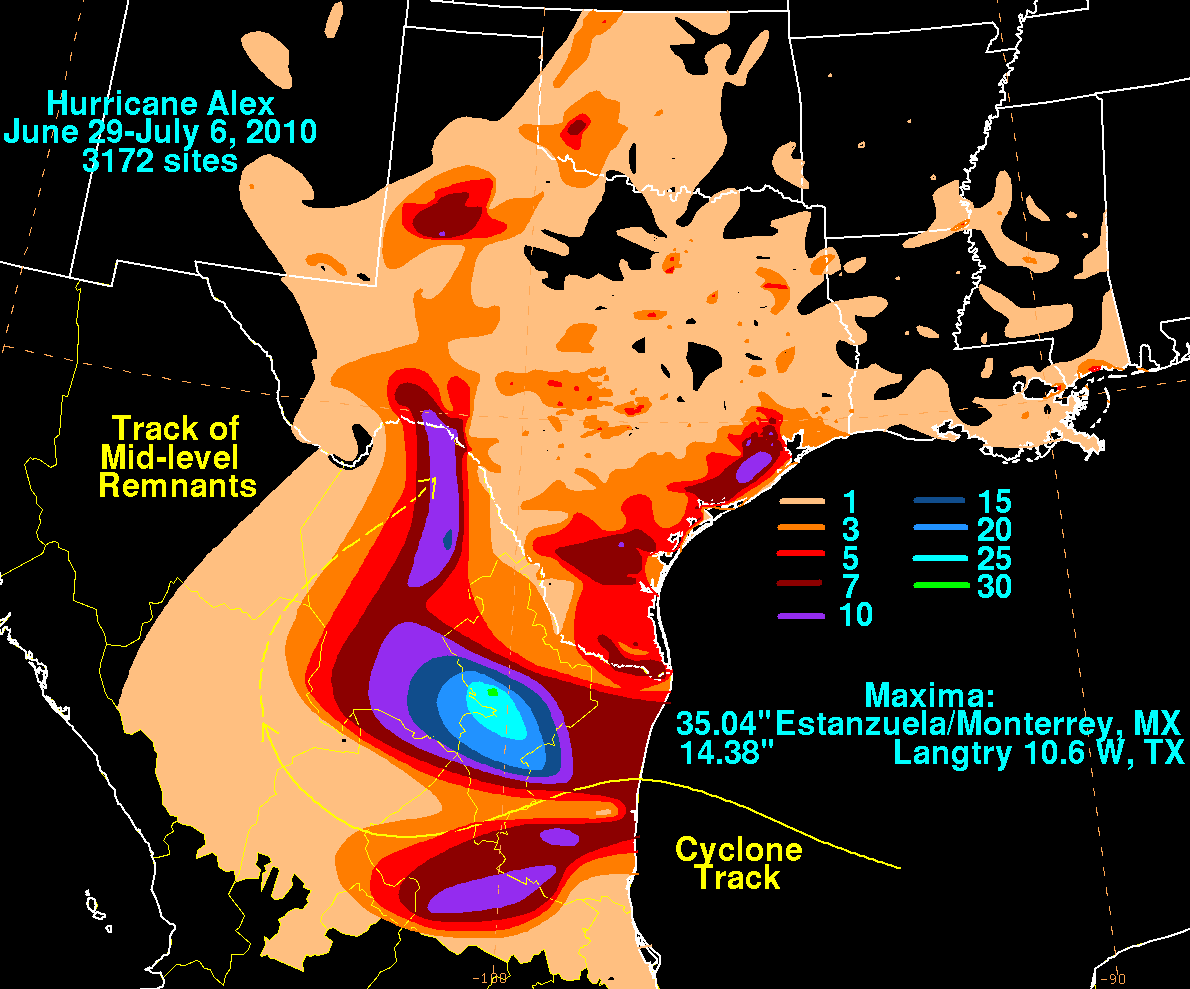
Карта осадков при прохождении Урагана Алекс

12 июня 2010 года у западного побережья Африки возникла тёплая тропическая волна, вышедшая в Атлантический океан и медленно двигавшаяся в западном направлении в сторону Карибского моря. 20 июня грозовой фронт циклона пересёк Наветренные Антильские острова в юго-восточной части Карибского моря и упервые был упомянут в метеорологических сводках Национального центра прогнозирования ураганов США (NHC). После пересечения циклоном акватории моря метеорологи NHC объявили о 50-процентной вероятности развития области низкого давления в тропическую депрессию в течение следующих двух суток. Тем не менее, на следующий день при прохождении территории Пуэрто-Рико, Гаити, Ямайки и восточной части Кубы конвективные воздушные массы циклона стали более слабыми и дезорганизованными.
Утром 24 июня в центральной части области низкого давления начал формироваться хорошо выраженный центр вращения циклона, однако, его конвективная система продолжала оставаться нечётко организованной на протяжении ещё полутора суток. К концу дня 24 июня метеорологи зарегистрировали усиление грозовой активности в центре циклона и одновременное падение атмосферного давление во всей области атмосферного возмущения. Поздно вечером 25 июня специалисты авиаподразделения Hurricane Hunters подтвердили факт реорганизации ложбины низкого давления в тропическую депрессию, которая к тому времени находилась в 120 километрах к северо-востоку от побережья Гондураса. На данном этапе траекторию движения депрессии существенно определял антициклон над северной частью Мексиканского залива, который вкупе с незначительными сдвигами ветра послужил причиной быстрого усиления депрессии до уровня тропического шторма Алекс — первого шторма в сезоне атлантических ураганов 2010 года.
В фазе тропического шторма Алекс пересёк западную часть Карибского моря, продолжая усиление собственной конвективной системы и уплотнение центральной области циркуляции воздушных масс. Изначально внутренняя структура циклона была несколько дезорганизована, однако к концу суток 26 июня центр обращения потоков стал заметно более чётким. В ночь с 26 на 27 июня сотрудники спецподразделения Hurricane Hunters доложили о скорости ветра в шторме, составившем 100 км/ч, а утром 27 июня тропический шторм Алекс вошёл на территорию Белиза к северу от столицы страны. После контакта с сушей большинство тропических циклонов резко теряют силу, выпадая проливными дождями и не имея дальнейшей подпитки конвективной системы за счёт тёплых морских вод. В районе полуострова Юкатан Алекс действительно ослабил грозовую активность, в районе морского побережья перейдя в категорию тропической депрессии., и поздно вечером 27 июня в фазе депрессии вышел в акваторию Мексиканского залива.
27 июня специалисты Национального центра прогнозирования ураганов США отметили высокую вероятность усиления циклона вплоть до третьей категории по шкале классификации ураганов Саффира — Симпсона вследствие почти отсутствующих сдвигов ветра и аномально высокой температуры воды в южной части Мексиканского залива. В начале суток 28 июня тропическая депрессия снова реорганизовалась в тропический шторм, а к середине следующего дня Алекс охватывал всю западную часть Мексиканского залива, послужив причиной сильных осадков вдоль морского побережья штатов Техас и Луизиана. Центр шторма при этом находился в более, чем 700 километрах от прибрежной зоны. 29 июня в 10 часов вечера по Центральному стандартному времени сотрудники Hurricane Hunters зафиксировали скорость ветра в стихии, соответствующую интенсивности урагана первой категории по шкале классификации Саффира — Симпсона, центральная часть урагана в данный момент располагалась в 415 километрах к юго-востоку от Бранусвилла (штат Техас).
В течение суток 30 июня Алекс находился в благоприятных для дальнейшего усиления погодных условиях (незначительные сдвиги ветра и тёплая поверхность воды), достигнув к концу дня интенсивности второй категории и продолжая движение к северо-восточной части побережья Мексика. В 9 часов утра следующих суток ураган Алекс обрушился на континентальное побережье в районе муниципалитета Сото-ла-Марина (штат Тамаулипас, Мексика), скорость ветра в зоне контакта была зафиксирована в 165 км/ч, атмосферное давление в центре стихии составило 710 миллиметров ртутного столба (947 миллибар).

## Подготовка

### Карибы

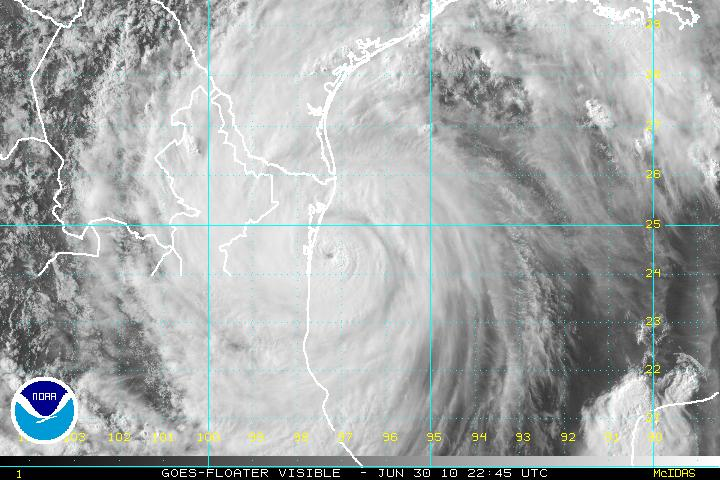
Ураган Алекс подходит к побережью Мексики. 30 июня 2010 года

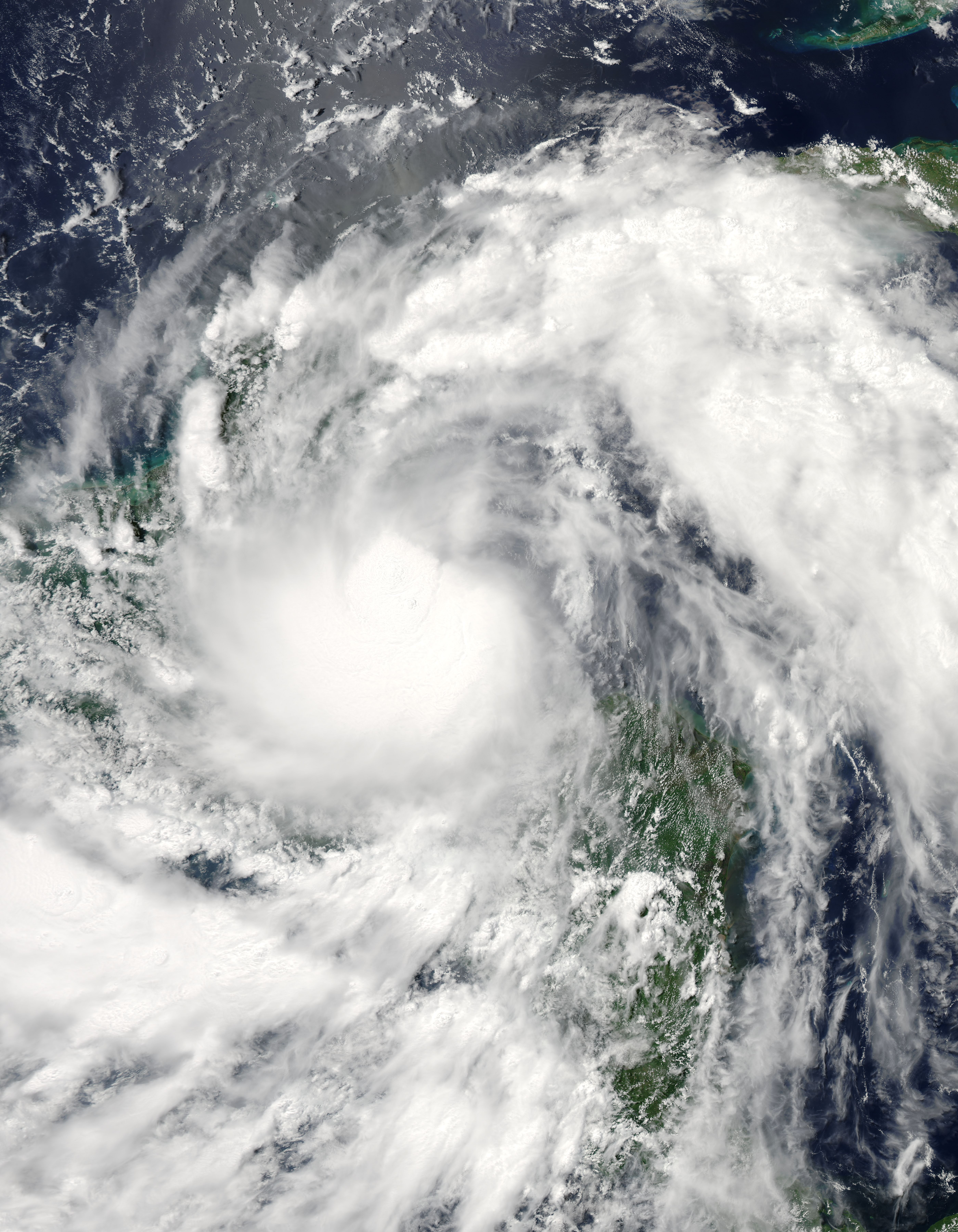
Алекс в фазе тропического шторма над полуостровом Юкатан

25 июня 2010 года, сразу после достижения циклоном статуса тропического шторма, было объявлено штормовое предупреждение для всей прибрежной территории мексиканского штата Кинтана-Роо, полуостров Юкатан. Через несколько часов зона действия предупреждения была распространена на всё побережье Белиза.
Поздним вечером 25 июня правительство Гондураса также выпустило штормовое предупреждение для островов Гуанаха, Роатан и Утила, а затем и для территории от муниципалитета Лимон до государственной границы Гондураса с Гватемалой.

### Западная часть Мексиканского залива
Вечером 28 июня по мере приближения интенсивности Алекса к урагану первой категории власти штата Техас объявили предупреждение по всему побережью штата от южной части Баффин-Бей до устья реки Рио-Гранде, а также от Баффин-Бей до Порт-О’Коннор. Правительство Мексики издало аналогичное предупреждение для районов от южной части Рио-Гранде до муниципалитета Ла-Крус в штате Чиуауа. 29 июня губернатор Техаса Рик Перри объявил чрезвычайное положение в 19 округах штата.
29 июня 2010 года власти штата Тамаулипас начали эвакуацию населения с прибрежных районов муниципалитетов Сото-Ла-Марина, Сан-Фернандо и города Матаморос. На следующий день официальные лица штата объявили о закрытии всех учебных заведений на период прохождения урагана. В городе Рейноса (Тамаулипас) было открыто 13 убежищ, в Матаморосе — 22 и в Сан-Фернандо — ещё 10 убежищ от стихии, во всех трёх укрытиях разместилось около трёх тысяч человек. В этот же день все школы были закрыты в штате Нуэво-Леон, а в Монтеррее власти провели обязательную эвакуацию всех жителей прибрежной части реки Санта-Катарина. Всего в штате Нуэво-Леон открылись более ста убежищ. Власти ещё одного мексиканского штата Коауила не стали официально закрывать учебные заведения, ожидая подход Алекса в ослабленном до фазы тропической депрессии состоянии, однако выразили надежду, что учебные заведения сами примут решение не работать в период прохождения циклона.

## Вторжение

### Карибы
Циклон принёс значительный объём осадков на всей центральной части акватории Карибского моря. В Доминиканской Республике проливные дожди привели к подъёму уровня рек, затоплению жилых районов и эвакуации более трёх тысяч человек. В столице страны, городе Санто-Доминго было затоплено 160 домов, один человек погиб и ещё один числится пропавшим без вести. В соседнем городе Сан-Хуан-де-ла-Магуана под водой оказалось более пятисот жилых домов. О небольших паводках сообщалось из города Гонаив на Гаити.
В странах Центральной Америки в результате наводнений погибло десять человек: шестеро в Никарагуа, двое в Гватемале и ещё двое — в Сальвадоре.

### Мексиканский залив
По данным правительства Мексики из-за урагана Алекс в Мексиканском заливе была прекращена добыча около 420 000 баррелей нефти в сутки, что соответствует одной четверти от общего объёма нефтедобычи в стране. Государственная компания Pemex эвакуировала 66 сотрудников с собственных нефтяных платформ в прибрежной зоне штатов Тамаулипас и Веракрус, бразильская добывающая компания Petrobrax забрала всех работников со своей нефтяной вышки в Мексиканском заливе, а нефтегазовая корпорация Royal Dutch Shell эвакуировала 930 сотрудников со своих платформ и вышек, находившихся на пути следования урагана.
Алекс стал причиной временного прекращения операции в зоне разлива нефти у платформы «Deepwater Horizon». Подход тропического шторма также заставил корпорацию BP отложить как минимум на неделю поставку дополнительных объёмов нефти в рамках компенсации её нехватки, возникшей в результате аварии на платформе.

### Мексика
По сообщению службы гражданской обороны в штате Чьяпас в укрытия было эвакуировано 984 семьи из 17 муниципалитетов. 30 июня в окрестностях города Эль-Вергел в результате оползня на 115-киловольтную линию электропередач упало дерево. Инцидент оставил без электроснабжения более 32 тысяч человек в 82 населённых пунктах муниципалитетов Виллафлорес и Вилла-Корсо. Линия была восстановлена поздним вечером тех же суток. В штате Юкатан перевернулся морской катер, все семь пассажиров были спасены. Власти штата Кампече сообщили о незначительных повреждениях 937 жилых домов.
Вызванные ураганом Алекс проливные дожди привели к обрушению кровли жилого дома в штате Охака, в результате чего погибла спавшая в доме пожилая женщина. В штате Чьяпас вышла из берегов река Остута, затопив более тысячи жилых домов в местечке Сан-Франсиско-Ихуатан. Около ста семей остались без крова в верхнем течении реки Остута, при этом уровень затопления в районах достиг 3,3 метров. Всего в штате от урагана пострадало более 3500 семей.
Дождевой фронт тропического циклона ещё до прихода урагана в Мексику стал причиной смерти троих человек в Акапулько (штат Герреро), погибших вследствие обрушения стен и крыши самодельного жилища. Расследование инцидента показало, что жилой дом был построен без применения специальных опор и арматуры, а фундамент строения был размыт в результате прошедших проливных дождей.
В штате Нуэво-Леон объявлено о четырёх смертельных случаях: двое мужчин и женщина из-за сильнейшего дождя перевернулись в автомобиле и врезались в прицеп грузовика; ещё один человек погиб по причине обрушения стены строящегося дома.